# MAS Fez

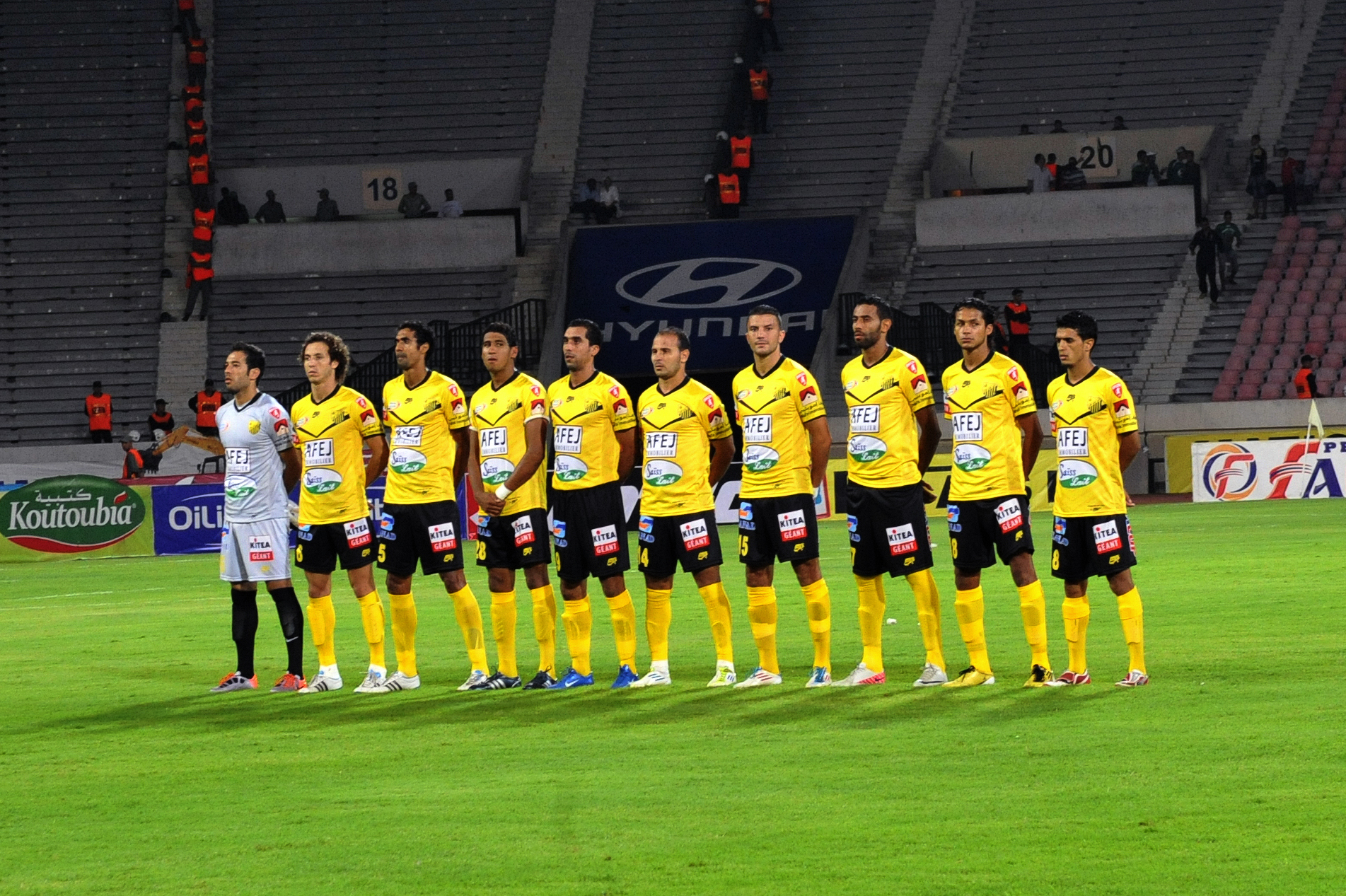
El MAS Fez en 2011.

El Maghreb Association Sportive of Fez (en árabe: المغرب الفاسي‎) es un equipo de fútbol de Marruecos que milita en la GNF 1, la liga de fútbol más importante del país.

## Historia
Fue fundado en 1946 en la ciudad de Fez. Fue el primer equipo de Marruecos en estar en la Copa de Francia, donde en la ronda de 32 enfrentó al Red Star y el único equipo marroquí en ganar un triplete en 2012 con taoussi exentrenador de más fes y selección marroquí

## Palmarés

### Torneos nacionales
- GNF 1 (4): 1965, 1979, 1983, 1985
- Copa del Trono (4): 1980, 1988, 2011, 2016
- GNF 2 (3): 1997, 2006, 2020

### Torneos internacionales (2)
- Copa Confederación de la CAF (1): 2011
- Supercopa de la CAF (1): 2012

## Participación en competiciones de la CAF
| Temporada | Torneo                            | Ronda            | Club                     | Casa        | Visita      | Global      |
| --------- | --------------------------------- | ---------------- | ------------------------ | ----------- | ----------- | ----------- |
| 1984      | Copa Africana de Clubes Campeones | 1                | Al-Madina Trípoli        | 2-1         | 0-0         | 2-1         |
| 1984      | Copa Africana de Clubes Campeones | 2                | AS Dragons FC de l'Ouémé | 3-0         | 0-1         | 3-1         |
| 1984      | Copa Africana de Clubes Campeones | Cuartos de final | Shooting Stars           | 1-1         | 1-4         | 2-5         |
| 1986      | Copa Africana de Clubes Campeones | 1                | ASC Jeanne d'Arc         | 2-0         | 0-0         | 2-0         |
| 1986      | Copa Africana de Clubes Campeones | 2                | Canon Yaoundé            | 1-0         | 0-3         | 1-3         |
| 1990      | Recopa Africana                   | 1                | AS Fonctionnaires        | 2-0         | 1-0         | 3-0         |
| 1990      | Recopa Africana                   | 2                | Club Africain            | 1-0         | 0-4         | 1-4         |
| 2003      | Recopa Africana                   | 1                | Hafia FC                 | 2-0         | 0-3         | 2-3         |
| 2009      | Copa Confederación de la CAF      | 1                | EGS Gafsa                | 0-1         | 1-1         | 1-2         |
| 2011      | Copa Confederación de la CAF      | Preliminar       | USS Kraké                | 4-1         | 1-1         | 5-2         |
| 2011      | Copa Confederación de la CAF      | 1                | Sahel SC                 | 2-1         | 0-0         | 2-1         |
| 2011      | Copa Confederación de la CAF      | 2                | Khartoum-3               | 5-1         | 0-2         | 5-3         |
| 2011      | Copa Confederación de la CAF      | Play-Off         | ZESCO United FC          | 2-0         | 0-1         | 2-1         |
| 2011      | Copa Confederación de la CAF      | Fase de grupos   | JS Kabylie               | 1-0         | 1-0         | 1.er lugar  |
| 2011      | Copa Confederación de la CAF      | Fase de grupos   | DC Motema Pembe          | 3-0         | 1-1         | 1.er lugar  |
| 2011      | Copa Confederación de la CAF      | Fase de grupos   | Sunshine Stars           | 1-0         | 1-1         | 1.er lugar  |
| 2011      | Copa Confederación de la CAF      | Semifinales      | Interclube               | 1-0         | 1-2         | 2-2 (a)     |
| 2011      | Copa Confederación de la CAF      | Final            | Club Africain            | 1-0         | 0-1         | 1-1 (6-5 p) |
| 2012      | Supercopa de la CAF               | Final            | Espérance de Tunis       | 1-1 (4-3 p) | 1-1 (4-3 p) | 1-1 (4-3 p) |
| 2012      | Liga de Campeones de la CAF       | 1                | Horoya AC                | 3-0         | 1-1         | 4-1         |
| 2012      | Liga de Campeones de la CAF       | 2                | Zamalek SC               | 0-2         | 0-2         | 0-4         |
| 2012      | Copa Confederación de la CAF      | Play-Off         | AC Léopards              | 1-0         | 0-2         | 1-2         |
| 2014      | Copa Confederación de la CAF      | 1                | Medeama SC               | 2-1         | 0-3         | 2-4         |
| 2017      | Copa Confederación de la CAF      | Preliminar       | CARA Brazzaville         | 3-0         | 0-2         | 3-2         |
| 2017      | Copa Confederación de la CAF      | 1                | SC Gagnoa                | 3-1         | 0-1         | 3-2         |
| 2017      | Copa Confederación de la CAF      | Play-Off         | FUS Rabat                | 1-2         | 1-1         | 2-3         |

## Jugadores

### Plantilla
- Actualizado al 4 de diciembre de 2024

## Entrenadores
| - Alexandru Moldovan (1995–96) - Ivica Todorov (1996–97) - Aurel Țicleanu (1997–99) - Zaki Badou (2001–2002) - Aurel Țicleanu (2002) - Aziz El Amri (2002–03) - Aurel Țicleanu (2003–04) - Jaouad Milani (2004–06) - Abderrazak Khairi (2006) - Oscar Fulloné (2007) - Pierre Lechantre (2007–2008) - Jean-Christian Lang (2008) - Lamine N'Diaye (2008–2009) - Mohamed Fakhir (2009) - Abdelhadi Sektioui (2010) | - Rachid Taoussi (2010–2012) - Tarik Sektioui (2012) - Azzedine Aït Djoudi (2012–2013) - Tarik Sektioui (2013) - Charly Rössli (2013–2014) - Abderrahim Taleb (2014) - Franck Dumas (2014) - Rachid Taoussi (2015) - Denis Lavagne (2015-2016) - Mohamed Al Achhabi (2016) - Oussama Bouiraaman (2020) - David Boulogne (2022) - Omar Hassi (2023-2024) - Gugliermo Arena (2024) |